# David Roberts (schilder)

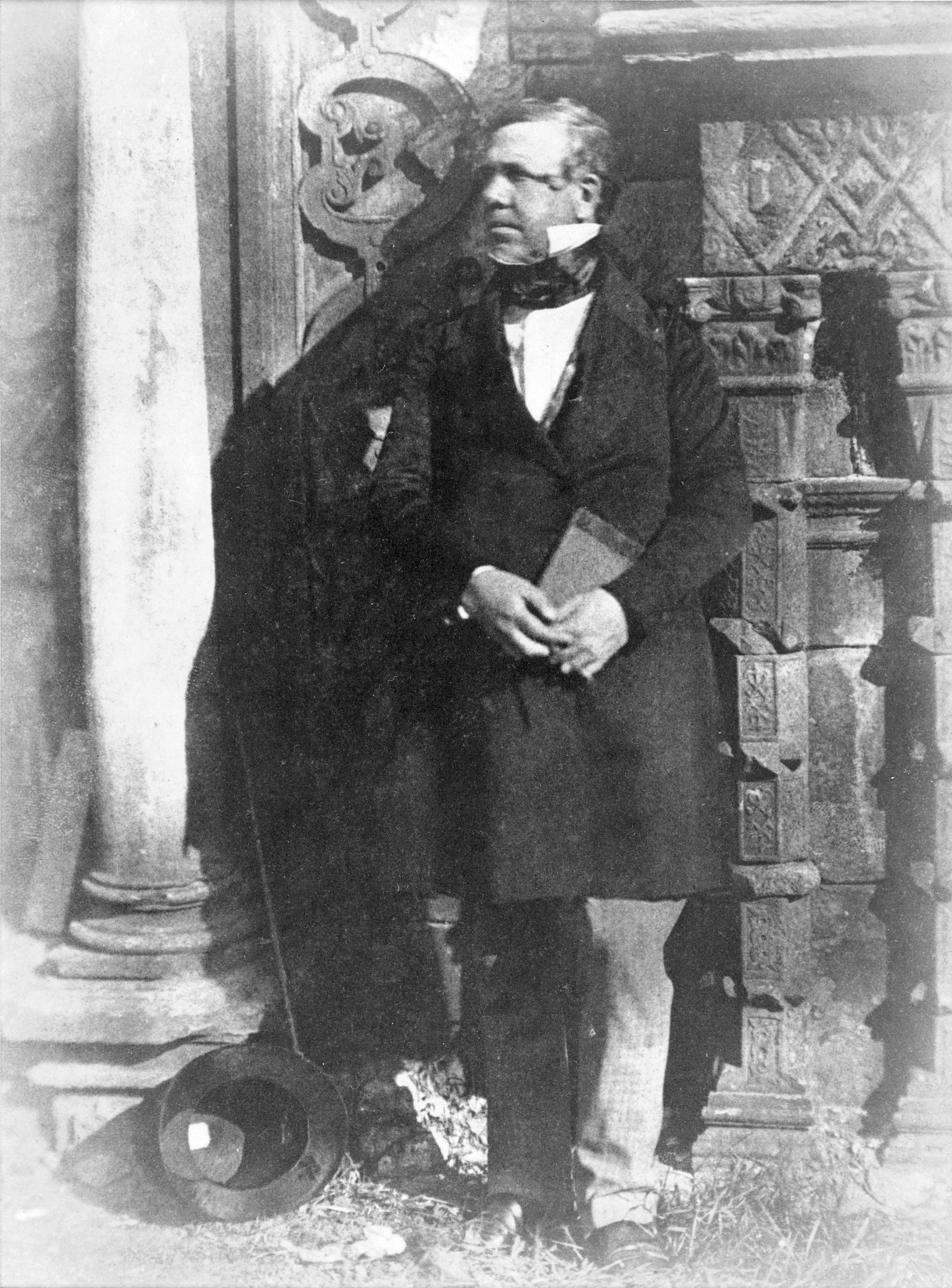
David Roberts in 1844

David Roberts (Stockbridge, 24 oktober 1796 - Londen, 25 november 1864), was een Schots romantisch schilder die vooral bekend is vanwege zijn schetsen van Oud-Egyptische monumenten.

## Biografie
Roberts werd geboren in Stockbridge nabij Edinburgh en stamde uit een eenvoudige familie. Hij bleek een groot tekentalent te hebben en was al op veertienjarige leeftijd huisschilder. Hij schreef zich in de academie voor beeldende kunsten in Edinburgh en schilderde vooral gebouwen. Hij ging in 1816 aan de slag in het Royal Theatre en bleef daar werken tot 1830. Zijn vriend William Turner raadde hem aan om zich voltijds bezig te houden met de schilderkunst en reizen te ondernemen om zijn techniek te verbeteren. Na reizen in Spanje, Frankrijk en Noord-Afrika raakte Roberts gefascineerd door het Oude Egypte.

## Reis naar Egypte
In augustus 1838 vertrok hij vanuit Londen naar Alexandrië waar hij op 24 september aankwam. Hij had toestemming gekregen van de Britse consul om zich vrij te bewegen in Egypte en huurde een boot om de Nijl af te varen. Door zijn scherp waarnemingsvermogen maakte hij zeer precieze schetsen van Oud-Egyptische monumenten als de tempel van Dendera, de tempel van Philae, het tempelcomplex van Karnak, de Luxortempel, de Vallei der Koningen, de tempel van Edfu en Aboe Simbel. In totaal maakte hij in enkele maanden tweehonderdzeventig tekeningen, drie schriften met schetsen en enkele panorama's van Caïro.

## Terug in Londen
Hij keerde in 1839 terug naar Londen en werd door het grote succes van een tentoonstelling van zijn werk toegelaten tot de prestigieuze Royal Scottish Academy. In 1851 en 1853 maakte hij nog een reis naar Italië en hij overleed in 1864 te Londen.

## Galerij
Een selectie van de schilderingen:

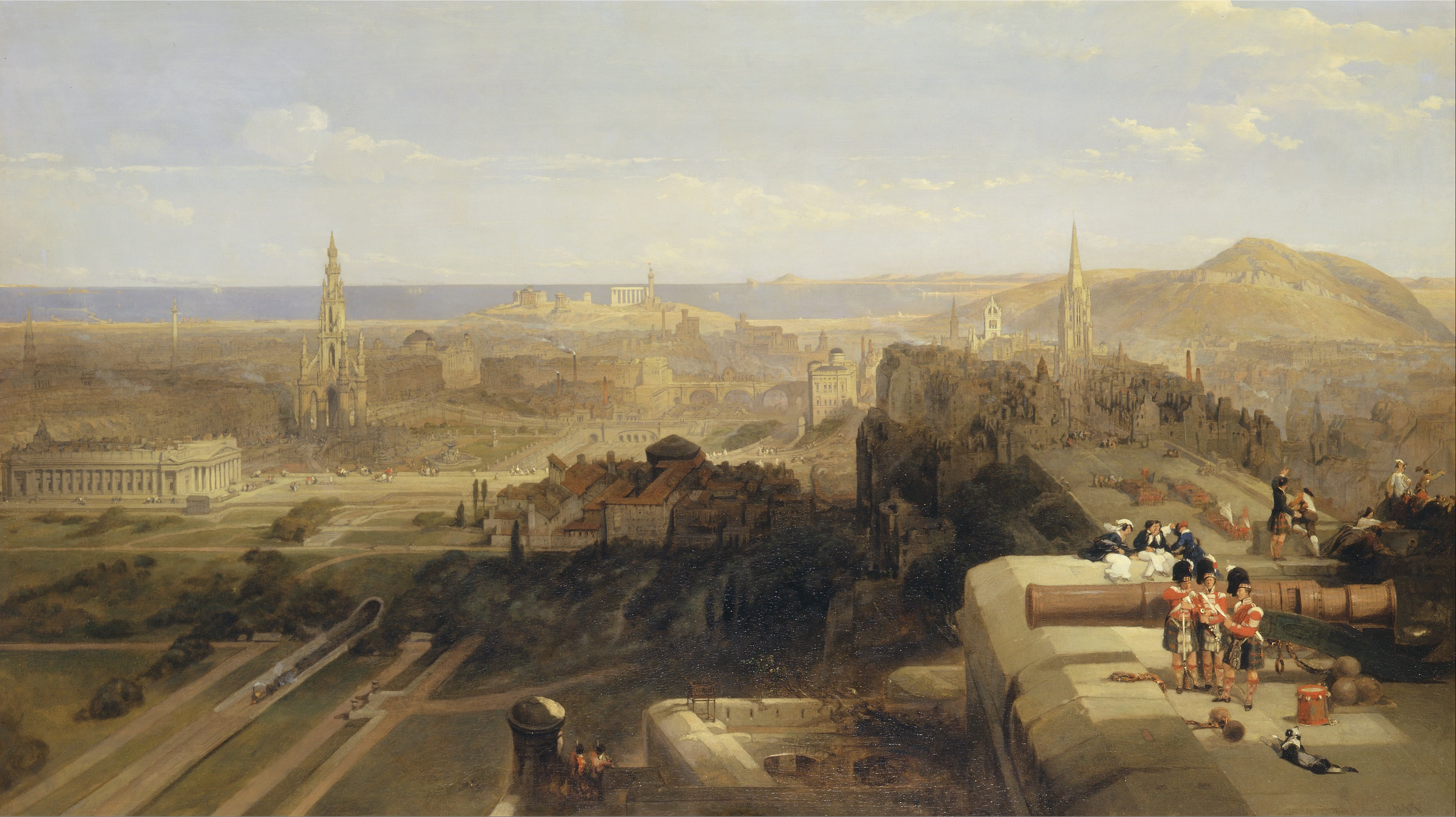
Uitzicht over Edinburgh.
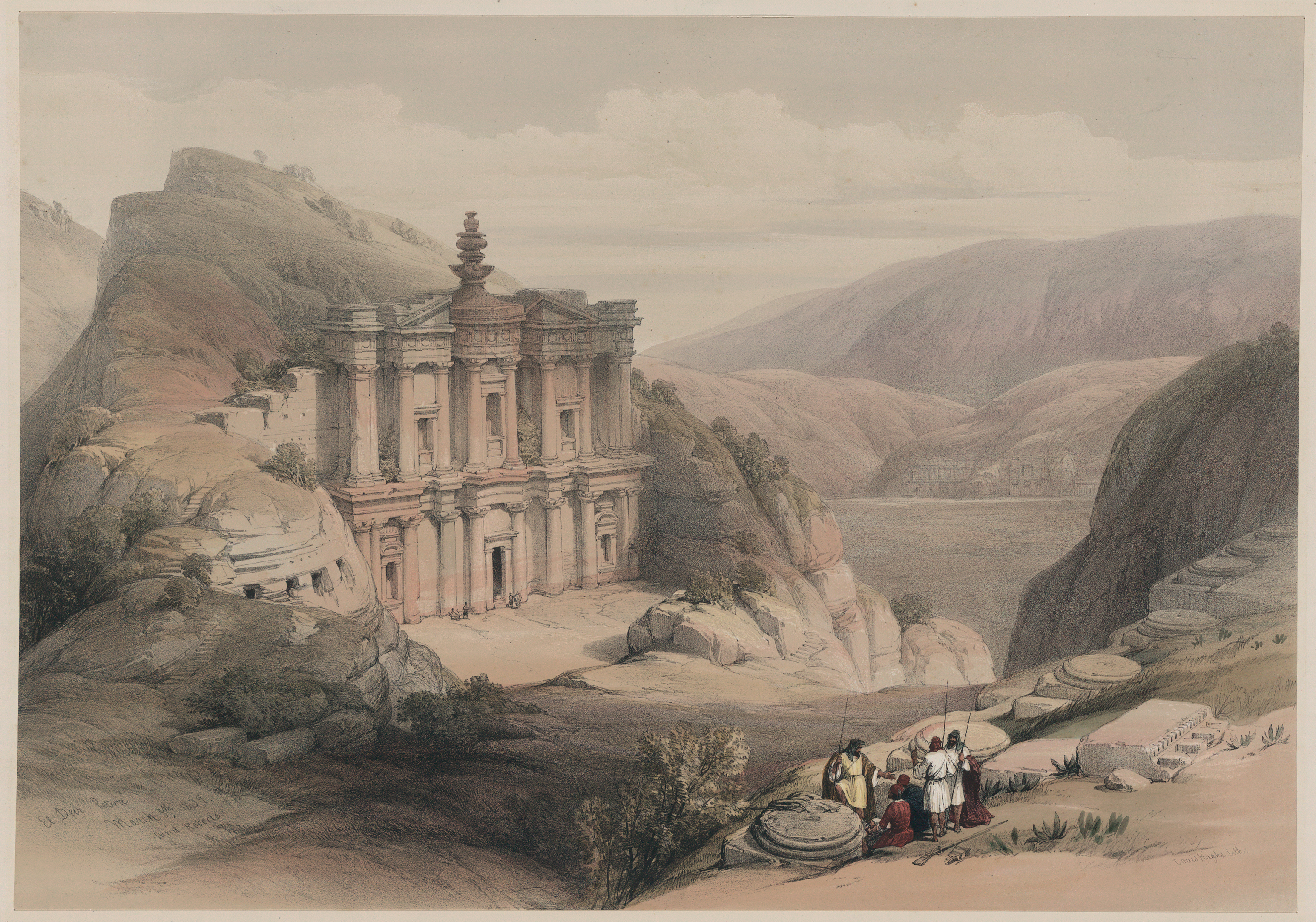
El Deir bij Petra
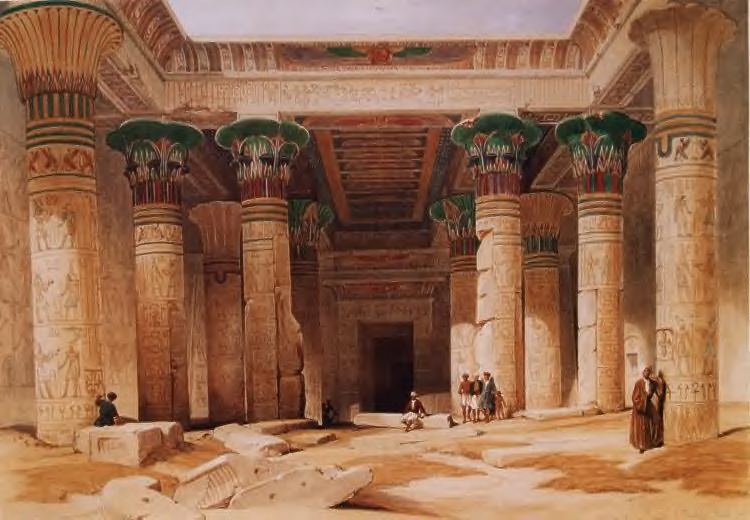
De tempel van Philae, in Egypte
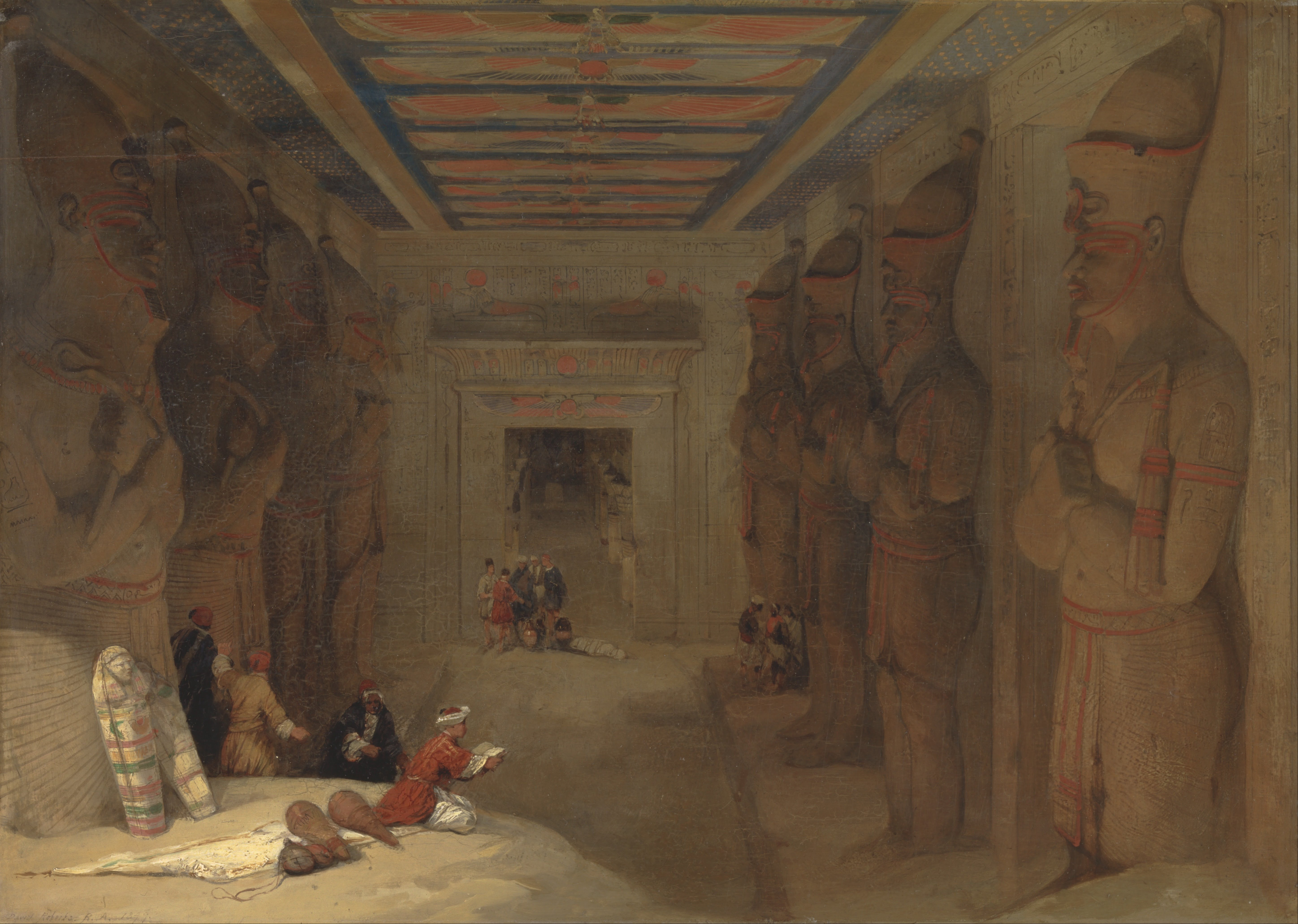
Abu Simbel in Egypte
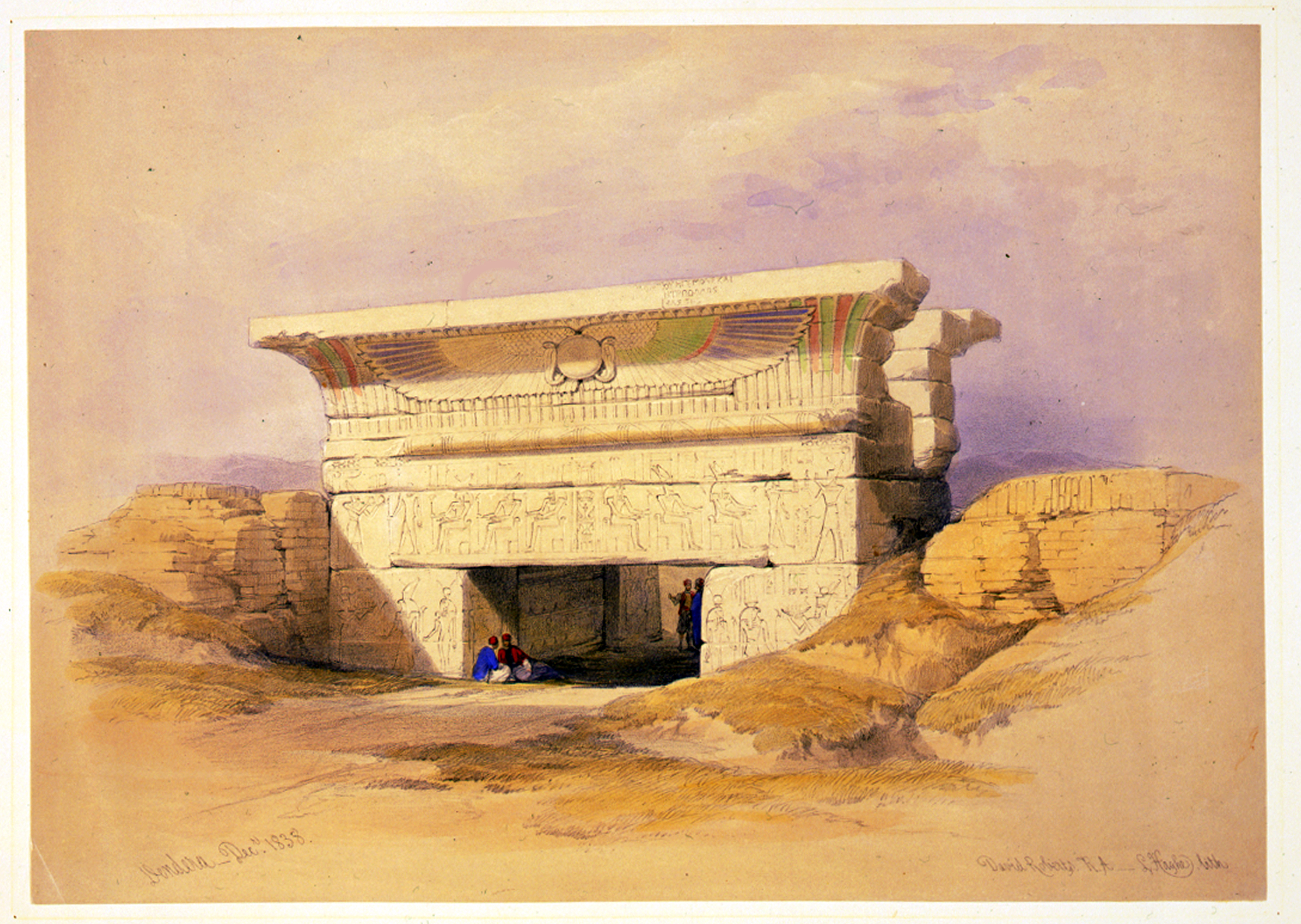
De tempel van Dendera in Egypte

- Auckland Art Gallery Toi o Tāmaki: 1555
- Art Gallery of South Australia: 10126
- Bibsys: 8451
- Biblioteca Nacional de España: XX1022401
- Bibliothèque nationale de France: cb12134627w (data)
- Catàleg d'autoritats de noms i títols de Catalunya: 981058517410806706
- CiNii: DA07761774
- Stuttgart Database of Scientific Illustrators 1450–1950: 10993
- Gemeinsame Normdatei: 118601520
- International Standard Name Identifier: 0000 0000 8110 9577
- KulturNav: 0676cca2-081f-4b80-9cd2-da48a4507e66
- Library of Congress Control Number: n81126903
- National Gallery of Victoria: 1203
- Nationale Bibliotheek van Tsjechië: xx0001050
- Nationale bibliotheek van Australië: 35455252
- Nationale Bibliotheek van Israël: 987007267272305171
- Nederlandse Thesaurus van Auteursnamen: 069089914
- RKD-Nederlands Instituut voor Kunstgeschiedenis: 104651
- Istituto Centrale per il Catalogo Unico: CFIV113023
- SNAC: w6zc81g1
- Système universitaire de documentation: 029797446
- Museum of New Zealand Te Papa Tongarewa: 1970
- Trove: 958928
- Union List of Artist Names: 500000610
- Virtual International Authority File: 32031417
- WorldCat: E39PBJqKc7T9T3Xxhj3K4cYHG3